# 10033 Bodewits
A 10033 Bodewits (ideiglenes jelöléssel (10033) 1981 UJ23) a Naprendszer kisbolygóövében található aszteroida. Schelte J. Bus fedezte fel 1981. október 24-én.

## Kapcsolódó szócikk
- Kisbolygók listája (10001–10500)